# Xiphophorus roseni
Xiphophorus roseni es una especie de peces de la familia de los pecílidos en el orden de los ciprinodontiformes.

## Hábitat
Es una especie de agua dulce.

## Distribución geográfica
Se encuentran en América: México.